# 조선민주주의인민공화국 대외경제성

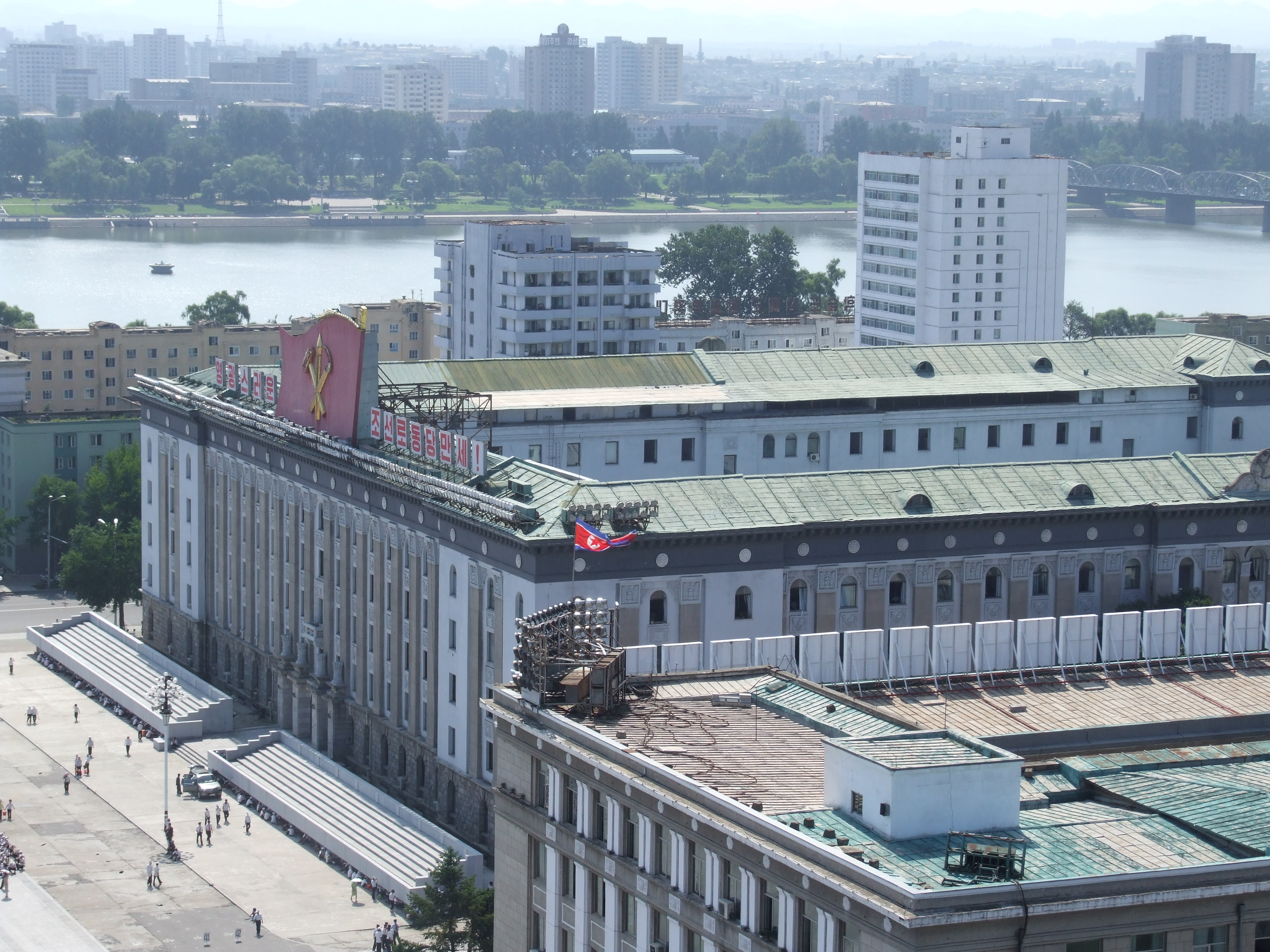

대외경제성(對外經濟省)은 조선민주주의인민공화국의 대내외 무역, 수출, 수입 업무를 관장하는 내각 중앙 행정기관이다. 무역 외에도 외국자본 유치, 각 지방의 경제개발특구 개발 사무를 관장한다.

## 연혁
- 1948년 9월 2일 - 무역성 설치
- 대내외무역성 설립
- 1958년 9월 26일 - 대내외무역성 폐지, 무역성 내 대내외무역위원회로 흡수
- 2014년 6월 18일 - 무역성과 합영투자위원회, 국가경제개발위원회를 통합하여 '대외경제성' 신설

## 조직과 업무

### 산하 외청
- 무역은행

## 조직
- 국가경제개발위원회 (1948.12. ~ 1957)
- 국제기구총국
- 국가경제개발총국(? ~ 1998.10)
- 합영투자위원회
- 대내외무역위원회
- 조선국제무역촉진위원회
- 합영투자위원회
- 아주국
- 국가경제개발위원회 (1998.10~ )
- 합영투자위원회(2010.07.~)

## 역대 상, 부상

### 역대 상
- 임해 : 1958년 9월 26일 ~
- 황태성 : ? ~ 1961년, 서리, 무역성 부상 겸직
- 리일경 : 1962년 10월 23일 ~ 1966년
- 계응태 : 1967년 12월 ~ 1970년
- 계응태 : 1970년 ~ 1972년 12월
- 계응태 : 1972년 12월 ~ 1977년 1월, 무역부장, 76.12 부총리 겸직
- 계응태 : 1977년 1월 ~ 1981년 5월, 경공업위원장 전출
- 강정모 : 1998년 9월 1일 ~ 1999년 12월
- 리광근 : 1999년 12월 ~ 2004년 4월, 종합설비수출입회사 사장
- 림경만 : 2004년 4월 ~ 2008년 3월
- 리룡남 : 2008년 ~ 2016년 9월
- 김영재 : 2016년 9월 ~ 2021년 1월
- 윤정호 : 2021년 1월 ~

### 역대 부상
- 박영빈 :
- 김광 :
- 황태성 : ? ~ 1961년, 무역상 서리 겸직
- 계응태 : 1962년 2월 ~ 1967년 12월(1967년 4월부터 무역촉진위 위원장 겸직)
- 리일경 : ? ~ 1962년 10월 23일
- 김봉익 : 1998년 9월 2일 ~
- 리룡남 : 2001년 3월 ~ 2004년 10월
- 김영재 : 2001년 5월 ~ 2004년 10월, 2002년부터 조선국제무역촉진위원회 위원장 겸직
- 리룡남 : 2004년 10월 ~ 2008년 3월, 조선국제무역촉진위원회 제1부위원장 겸직
- 김룡술 : 1999년 12월 ~
- 김영재 : 2004년 10월 ~ 2006년 9월, 주러시아 공화국 대사 전출
- 오룡철 : 2012년 ~

### 역대 부부상
- 계응태 : 1961년 12월 ~ 1962년 2월, 무역촉진위 부위원장 겸직
- 김동명 : 1999년 12월 ~
- 김봉익 : 1999년 12월 ~

### 역대 합영투자위원회 위원장
- 리광근 : 2010년 8월 ~ 2014년 6월 18일, 대외경제성에 통합으로 인한 해임

## 산하 기관
- 일반제품 수입공사
- 락원무역상사
- 대련무역대표부
- 평양종합설비수출입회사
- 은별무역회사
- 합영투자위원회

### 기타
- 해양무역회사 (수산성, 상업성과 공동 운영)
- 매봉무역총국
- 량각기술무역총국
- 먼바다어업총국
- 향산지도국
  - 능라회사

## 같이 보기
- 대내외무역성
- 조선국제무역촉진위원회
- 락원무역상사
- 조선 일반제품수입공사